# Nonomura Yoshikazu
Yoshikazu Nonomura (sinh ngày 8 tháng 5 năm 1972) là một cầu thủ bóng đá người Nhật Bản.

## Sự nghiệp câu lạc bộ
Yoshikazu Nonomura đã từng chơi cho JEF United Ichihara và Consadole Sapporo.